# Route nationale 795
Die Route nationale 795, kurz N 795 oder RN 795, war eine französische Nationalstraße, die von 1933 bis 1973 zwischen Hédé und Dol-de-Bretagne verlief. Ihre Länge betrug 33 Kilometer.